# Drosophila scaptomyzoptera
Drosophila scaptomyzoptera är en tvåvingeart som beskrevs av Oswald Duda 1935. Drosophila scaptomyzoptera ingår i släktet Drosophila och familjen daggflugor.
Artens utbredningsområde är Sibirien.